# Abas Arslanagić
Abas Arslanagić, född 2 oktober 1944 i staden Derventa- Bosnien och Hercegovina, är en bosnisk, tidigare jugoslavisk, handbollstränare och handbollsmålvakt. Som spelare var han med och tog OS-guld 1972 i München.